# Слодкув-Другий
Слодкув-Другий (пол. Słodków Drugi) — село в Польщі, у гміні Красник Красницького повіту Люблінського воєводства.
Населення — 668 осіб (2011).

## Демографія
Демографічна структура станом на 31 березня 2011 року:
|          | Загалом | Допрацездатний вік | Працездатний вік | Постпрацездатний вік |
| -------- | ------- | ------------------ | ---------------- | -------------------- |
| Чоловіки | 320     | 72                 | 202              | 46                   |
| Жінки    | 348     | 78                 | 193              | 77                   |
| Разом    | 668     | 150                | 395              | 123                  |